# Havørne
Haliaeetus (havørne) er en slægt af fugle i høgefamilien med omkring 10 arter, der er udbredt over næsten hele verden bortset fra Sydamerika og Antarktis.
Alle fugle af slægten Haliaeetus er store rovfugle med lange og brede vinger og med et meget kraftigt næb. Fødderne er korte. En stor del af deres føde består af fisk. 

## Arter
- Hvidbrystet havørn, Haliaeetus leucogaster
- Salomonhavørn, Haliaeetus sanfordi
- Afrikansk flodørn, Haliaeetus vocifer
- Madagaskarflodørn, Haliaeetus vociferoides
- Pallas' havørn, Haliaeetus leucoryphus
- Havørn, Haliaeetus albicilla
- Hvidhovedet havørn, Haliaeetus leucocephalus
- Stellers havørn, Haliaeetus pelagicus
- Lille flodørn, Haliaeetus humilis [2]
- Flodørn, Haliaeetus ichthyaetus [3]